# Urraca von Zamora
Urraca von Zamora, auch Urraca von León oder Urraca Fernández genannt, (* 1033 in León; † 1103) war eine spanische Infanta aus dem Haus Jiménez im 11. Jahrhundert.

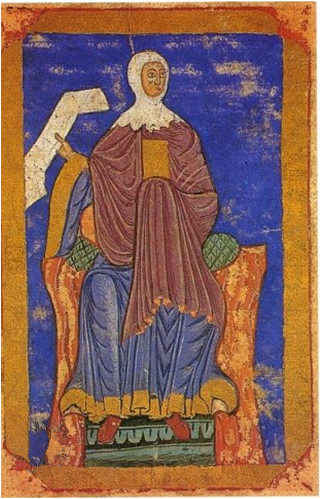
Urraca von Zamora dargestellt in einer Miniatur aus dem 12. Jahrhundert.

Sie war das älteste von fünf Kindern des Königs Ferdinand I. von León-Kastilien und der Sancha von León. Ihre jüngeren Geschwister waren Sancho II., Elvira, Alfons VI. und García.

## Leben
Ferdinand I. hatte vor seinem Tod 1065 eine Teilung seines Herrschaftsterritoriums unter seinen Kindern vereinbart. Während die Söhne mit Königreichen bedacht worden waren, hatten Elvira die Stadt Toro und Urraca die Stadt Zamora als eigene Herrschaften erhalten. Zamora lag dabei strategisch bedeutend an der Südgrenze des Königreichs León zum muslimischen Al-Andalus. Bald nach dem Tod ihrer Mutter 1067 kam es zwischen den Brüdern zum Machtkampf um das Gesamterbe des Vaters. Urraca ergriff dabei Partei für Alfons VI. Zunächst aber schien Sancho II. den Kampf für sich entscheiden zu können, indem es ihm 1072 in schneller Folge gelang, sowohl León wie auch Galicien zu besetzen. Nur Urraca leistete ihm in Zamora noch Widerstand, weshalb er im Herbst des Jahres die Stadt belagerte. Am 7. Oktober 1072 wurde er dabei von einem Ritter aus Zamora im Kampf getötet.
Besonders von den kastilischen Gefolgsleuten Sanchos II. wurde Urraca für die Hauptverantwortliche des Todes ihres Bruders gehalten. Das Epitaph seines Grabes in Oña beschreibt sie als „Frau mit einer grausamen Seele“ (femina mente dira), die sich mit einem bekannten Verräter zum Mord an ihrem Bruder verschworen habe. Als solche ist sie in das berühmteste Werk der spanischen Folklore eingegangen, das Epos von El Cid, der ein Bannerträger Sanchos II. gewesen war. Laut dieser Erzählung habe sie Sancho II. umbringen lassen, weil sie den ihr näher stehenden Alfons VI. zum Sieg verhelfen wollte, wie es dann auch tatsächlich eingetroffen war.
Urraca konnte ihre Herrschaft in Zamora unter der Oberherrschaft von Alfons VI. weiterführen und nahm dazu wohl mit dessen Billigung zu einem unbekannten Zeitpunkt den Titel einer Königin an. Im Januar 1073 vermittelte sie für Alfons VI. jenes Treffen, das dieser zur Gefangennahme Garcías nutzte. Ob Urraca in diesen Hinterhalt eingeweiht war, ist unklar; jedenfalls nahm sie zusammen mit Elvira im Jahr 1090 an der Beerdigung Garcías in León in „königliche Gewänder“ gekleidet teil. Letztmals trat Urraca am 13. November 1103 auf, als sie eine Schenkung an den Abt des Infantado de Covarrubias tätigte. Kurz darauf muss sie gestorben sein. Das Epitaph ihres Grabes in der Abtei San Isidoro in León trägt die Inschrift „Hic requiescit domina Urraca, regina de Zamora“.

## Film
In dem US-amerikanischen Historienfilm El Cid (1961) wurde die Rolle der Urraca von der französischen Schauspielerin Geneviève Page verkörpert.